# Lípa svobody (Sídliště Ďáblice)
Lípa svobody na Sídlišti Ďáblice v Praze roste před Základní školou v ulici Burešova v parku na zatravněné ploše poblíž vodní nádrže.

## Historie
Lípa svobody byla vysazena 25. října 2018 na připomínku 100. výročí vzniku Československé republiky. Vysadil ji spolek Krásné Kobylisy a obyvatelé sídliště Ďáblice.

## Významné stromy v okolí
- Dub letní v Kobylisích